# Phyllobrotica nigritarsi
Phyllobrotica nigritarsi är en skalbaggsart som beskrevs av Linell 1898. Phyllobrotica nigritarsi ingår i släktet Phyllobrotica och familjen bladbaggar. Inga underarter finns listade i Catalogue of Life.